# Дом правительства (Алма-Ата)

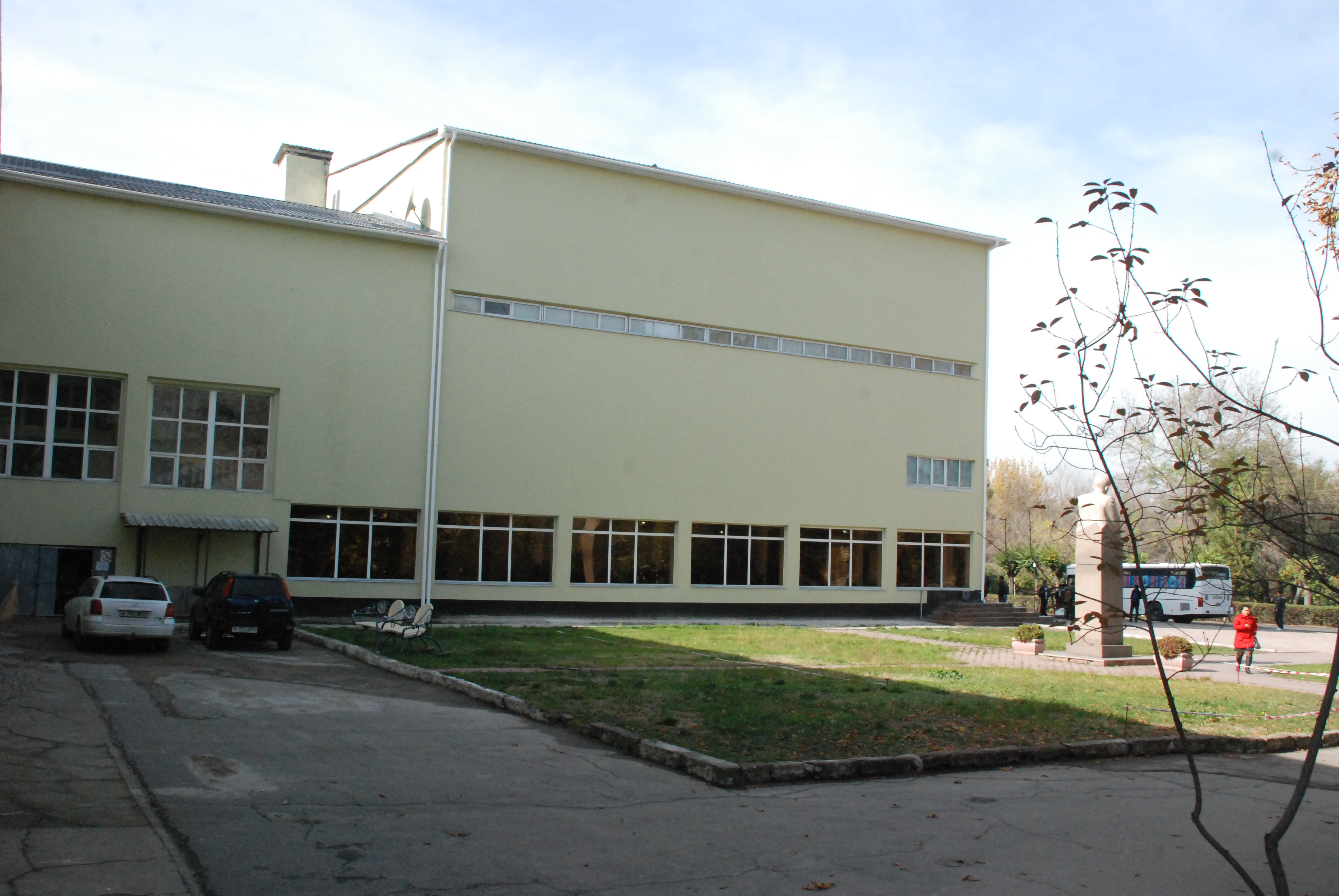
Арх. М. Я. Гинзбург (при участии И. Ф. Милиниса), осуществлён в 1929—1931 годах. Вид со стороны ул. Панфилова.

Здание Дома Правительства, в настоящее время Казахская национальная академия искусств им. Т. Жургенова, было построено в 1927—1931 гг. Здание является памятником архитектуры периода конструктивизма, а также занимало центральное место во время застройки города Алма-Ата.
Находится в г. Алматы, ул. Панфилова 127.

## История памятника
Авторами проекта являются архитекторы М. Гинзбург, Ф. Милинис и инженер В. Орловский. В квадрате улиц Фурманова — Богенбай батыра — Абылай хана — Карасай батыра был создан крупный общественный центр, в который входили Дом Правительства, Здание Управления Туркестано-Сибирской железной дороги и Дом связи. В разные годы в здании размещались ключевые инстанции, а именно:
- с 1931 по 1958 гг. — Правительство КазССР
- с 1958 по 1982 гг. — Учебный корпус Казахского Государственного университета
- с 1982 г. — Казахская национальная академия искусств им. Т. Жургенева (первоначально — Алма-Атинский театрально-художественный институт).

Здание Дома Правительства стало главным административным зданием после переноса столицы из Кызыл-Орды в Алма-Ату. Здание является архитектурным и историческим объектом показа на экскурсиях.
Здание является культурным и архитектурным памятником, и находится под охраной государства с 26 января 1982 г.

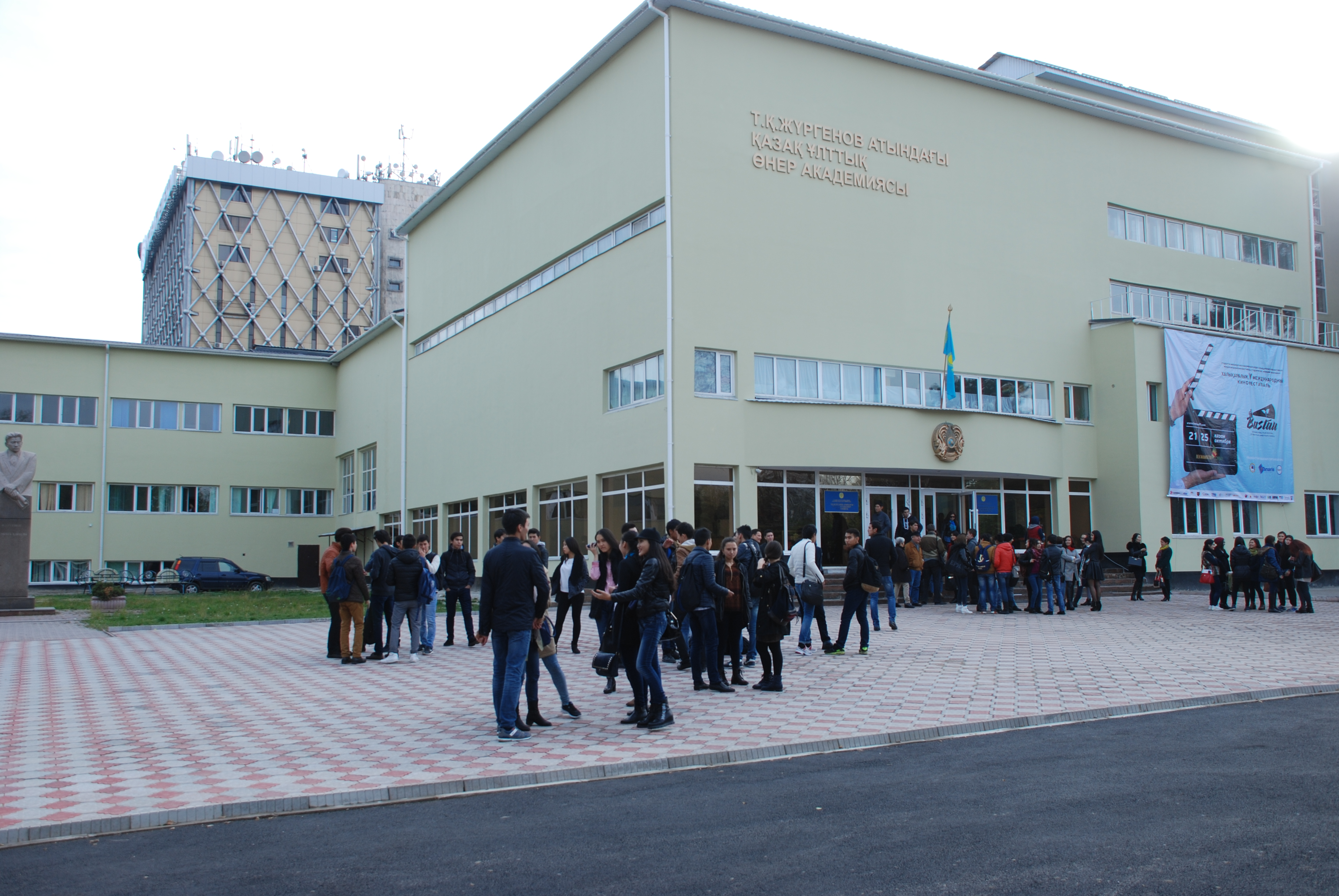
Арх. М. Я. Гинзбург (при участии И. Ф. Милиниса), осуществлён в 1929—1931 годах.

## Описание памятника
Основой концепцией проекта является синтез логики формообразования, характерной для конструктивизма, и традиций среднеазиатского зодчества. Главный фасад здания акцентирован колоннами, поддерживающими перекрытие входной лоджии. Закругленные объёмы застекленных лестниц и большая плоскость остекления восточного фасада являются стилеобразующими элементами архитектуры здания. Конструктивная схема здания представляет собой семь павильонов, связанных между собой коридорами и крытыми переходами. При возведении стен впервые были использованы железобетонные панели.

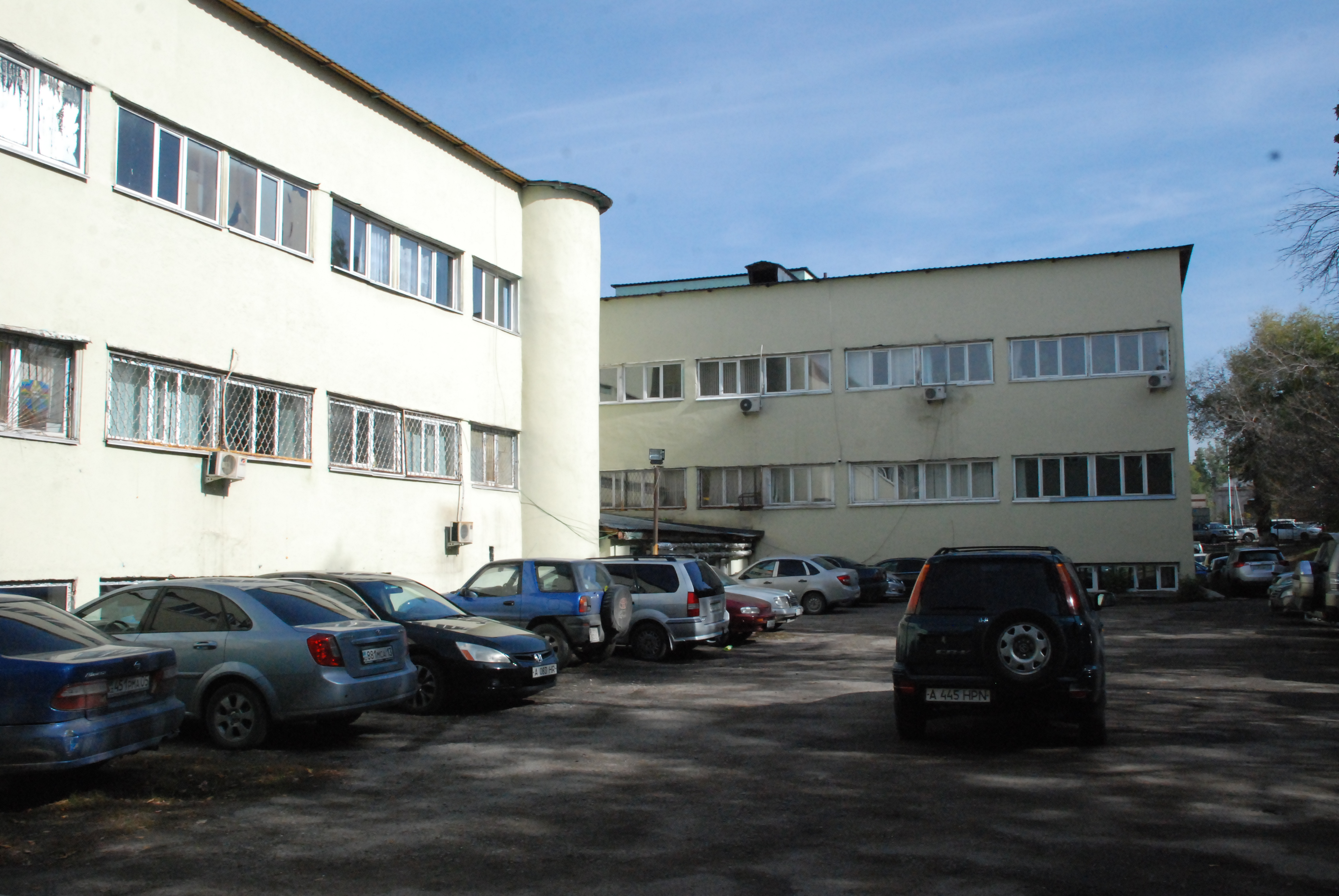
Арх. М. Я. Гинзбург (при участии И. Ф. Милиниса), осуществлён в 1929—1931 годах.